# گوتیه دیافوتوا
گوتیه دیافوتوا (انگلیسی: Gauthier Diafutua؛ زادهٔ ۱۴ نوامبر ۱۹۸۵) بازیکن فوتبال اهل فرانسه است.
از باشگاه‌هایی که در آن بازی کرده‌است می‌توان به ای‌اف‌سی توبیز اشاره کرد.